# Patulétine
La patulétine est un composé organique de la famille des flavonols, un sous-groupe de flavonoïdes. Elle est notamment présente chez les plantes du genre Eriocaulon. Il s'agit d'une forme méthylée de la quercétagétine.

## Glycosides
Des glycosides de la patulétine peuvent être isolés de Ipomopsis aggregata.
La patulétine-3-O-rutinoside peut être isolée des parties aériennes de Echinacea angustifolia.
Des acétylrhamnosides de la patulétine peuvent aussi être isolés de Kalanchoe brasiliensis.